# Loma del Viento
Loma del Viento är en ort i Mexiko.   Den ligger i kommunen Cuyamecalco Villa de Zaragoza och delstaten Oaxaca, i den sydöstra delen av landet, 290 km sydost om huvudstaden Mexico City. Loma del Viento ligger 2 005 meter över havet och antalet invånare är 108.
Terrängen runt Loma del Viento är bergig norrut, men söderut är den kuperad. Runt Loma del Viento är det ganska glesbefolkat, med 22 invånare per kvadratkilometer. Närmaste större samhälle är San Juan Bautista Cuicatlán, 18,8 km sydväst om Loma del Viento. I omgivningarna runt Loma del Viento växer huvudsakligen savannskog.